# Rödlo
Rödlo (Lynx rufus) är ett nordamerikanskt däggdjur i familjen kattdjur. Utbredningsområdet sträcker sig från södra Kanada till norra Mexiko, vilket inkluderar större delen av USA:s fastland, och den delas upp i tolv underarter. Rödlon är ett anpassningsbart rovdjur som lever i såväl skogsområden som halvöknar, träsk och även utkanten av städer. Arten är livskraftig i större delen av sitt ursprungliga utbredningsområde.
Med sin grå till bruna päls, sitt morrhårsförsedda ansikte och svarta örontofsar liknar rödlon de övriga arterna i det medelstora släktet lodjur (Lynx). Den är dubbelt så stor som huskatten, men mindre än det kanadensiska lodjuret, vars utbredning överlappar med rödlon i vissa områden. Rödlon har arttypiska svarta band på frambenen och svart spets på den korta och tjocka svansen.
Som föda föredrar den kaniner och harar men jagar även allt ifrån insekter och små gnagare, till hjortdjur och gaffelantilop. Födovalet beror på plats, miljö, årstid och tillgänglighet. Likt de flesta kattdjur lever rödlon ensam inom sitt revir, även om revirområden ibland kan överlappa varandra. Den använder ett flertal sätt för att märka ut revir, exempelvis med klomärken eller utsöndring av urin och avföring. Rödlon löper från vintern till våren och dräktigheten varar i cirka två månader.
Trots omfattande jakt har populationen varit stabil. Det svårfångade rovdjuret återfinns i de nordamerikanska indianernas mytologi och i de europeiska nybyggarnas folklore.

## Systematik och utbredning
Det har debatterats huruvida rödlon bör placeras i släktet Lynx eller Felis. Detta är inte specifikt för just denna art utan gäller alla fyra arter i släktet Lynx som ibland har behandlats som en släktgrupp inom släktet Felis. Lodjurssläktet är idag accepterat och rödlon är listad som Lynx rufus i moderna taxonomiska källor.
En studie av Johnson et al. indikerar att Lynx ingick i en klad tillsammans med utvecklingslinjerna för släktena Puma, Prionailurus) och Felis) för cirka 7,15 miljoner år sedan. Utvecklingslinjen för släktet Lynx avvek först från denna klad vilket skedde för cirka 3,24 miljoner år sedan.
Rödlon antas ha utvecklats ur det europeiska lodjuret, som kom till Nordamerika via Berings landbrygga under pleistocen, med stamfäder som anlände så tidigt som för 2,6 miljoner år sedan. Den första koloniseringsvågen flyttade till den södra delen av Nordamerika, vilken snart skars av från de norra delarna av glaciärer. Denna population utvecklades till den moderna rödlon för cirka 20 000 år sedan. En andra population anlände från Asien och bosatte sig de norra delarna, vilka utvecklades till det moderna kanadensiska lodjuret. Hybridisering mellan rödlo och kanadensiskt lodjur kan ibland förekomma (se hybridkatt).

### Utbredning
Rödlons historiska utbredning sträcker sig från södra Kanada, genom USA och så långt söderut som den mexikanska delstaten Oaxaca. Än i dag förekommer den över en stor del av detta område. Numera anses den dock inte förekomma i ett område i den amerikanska mellanvästern och delar i nordöst. Detta inkluderar Minnesota, östra South Dakota, Iowa och en stor del av Missouri, något som troligtvis beror på den habitatförstöring som skett i och med det moderna jordbruket i området. Trots att arten anses lokalt utdöd i västra New York och Pennsylvania, har ett flertal bekräftade iakttagelse av rödlo (även döda exemplar) rapporterats i New Yorks sydliga och centrala delar under 2000-talet.
Rödlons utbredning i Kanada begränsas av snödjupet och även närvaron av kanadensiskt lodjur. Rödlon klarar inte av djup snö och väntar ut kraftiga stormar i skyddade områden eftersom den saknar de stora, skyddade tassar som kanadensiskt lodjur har och rödlon kan därför inte lika effektivt kompensera för sin vikt på snö. Rödlon uppvisar dock inte bara nackdelar i gränsområdena mot andra större kattdjur. Exempelvis finns det observationer av hur den aggressiva rödlon jagar bort kanadensiskt lodjur där de två arterna möts i Nova Scotia. Röjning av barrskog för jordbruk har även drivit det kanadensiska lodjuret längre norrut, till fördel för rödlon. I norra och centrala Mexiko har rödlon observerats i torra buskområden och i tall- och ekskogar och djurets utbredning slutar vid den tropiska, södra delen av landet.

### Underarter
Tolv underarter till rödlo erkänns idag:
- L. rufus rufus (Schreber) – östra och mellanvästra USA
- L. rufus gigas (Bangs) – norra New York till Nova Scotia och New Brunswick
- L. rufus floridanus (Rafinesque) – Sydöstra USA och inåt land till Mississippi valley, upp till sydvästra Missouri och södra Illinois
- L. rufus superiorensis (Peterson & Downing) – västra området kring de stora sjöarna, vilket inkluderar övre Michigan, Wisconsin, södra Ontario, och större delen av Minnesota
- L. rufus baileyi (Merriam) – sydvästra USA och nordvästra Mexiko
- L. rufus californicus (Mearns) – Kalifornien väster om Sierra Nevada
- L. rufus escuinipae (J. A. Allen) – centrala Mexiko, med en nordlig utbredning längs den västra kusten till södra Sonora
- L. rufus fasciatus (Rafinesque) – Oregon, Washington väst om Cascade Range, nordvästra Kalifornien och sydvästra British Columbia
- L. rufus oaxacensis (Goodwin) – Oaxaca
- L. rufus pallescens (Merriam) – nordvästra USA och södra British Columbia, Alberta och Saskatchewan
- L. rufus peninsularis (Thomas) – Baja California
- L. rufus texensis (Mearns) – västra Louisiana, östra Texas, sydcentrala Oklahoma, och söder in i Tamaulipas, Nuevo León och Coahuila[11][12]

Underarternas indelning har varit omdiskuterade på grund av bristen på klara geografiska avgränsningar och de små morfologiska skillnaderna mellan underarterna.

## Utseende och anatomi

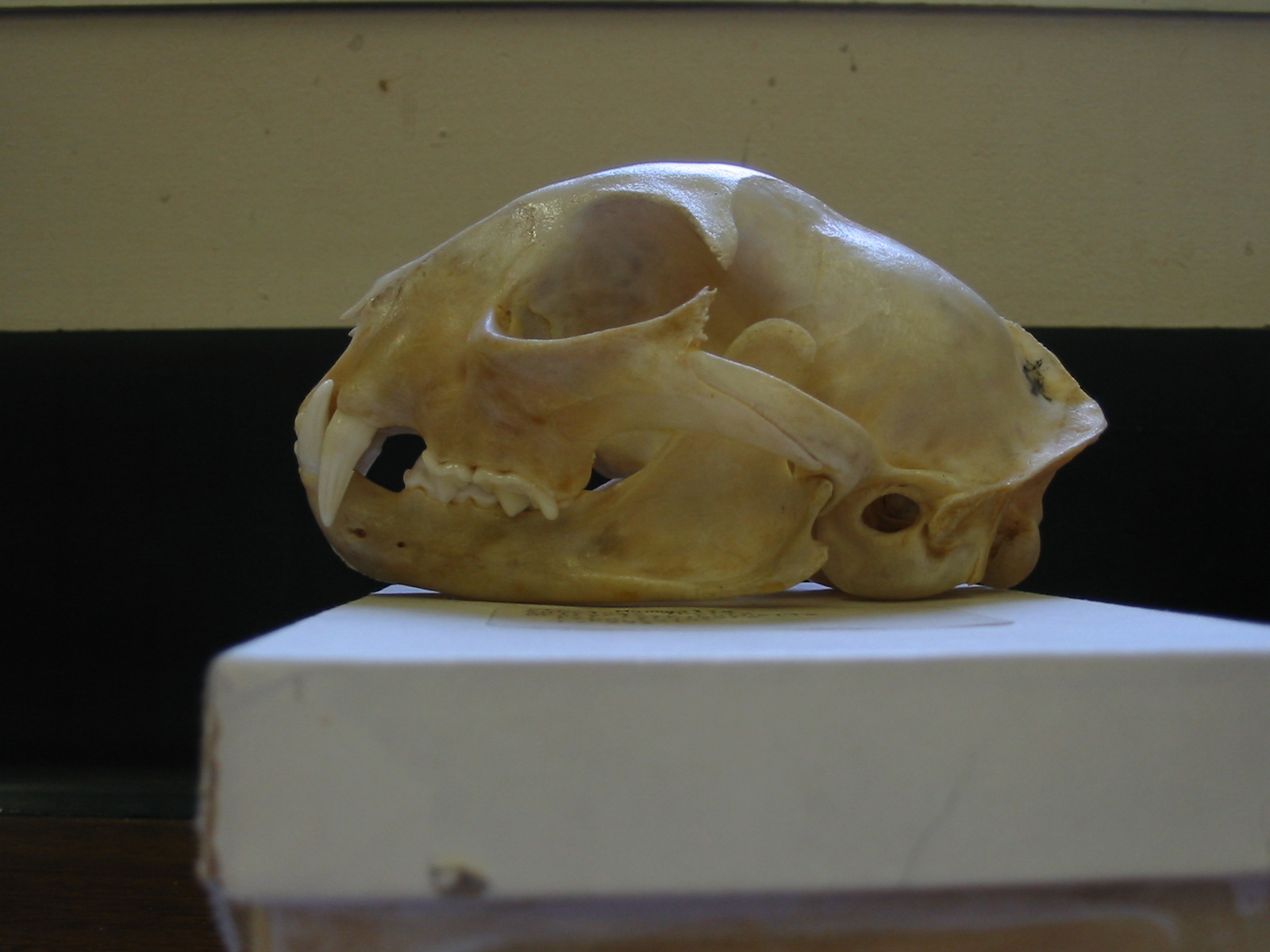
Skalle av rödlo

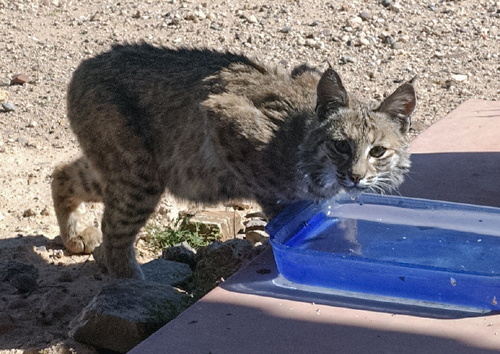
En rödlo hittar vatten i Tucson.

Rödlon liknar de andra tre arterna i lodjurssläktet men är till storleken i genomsnitt den minsta av dem. Pälsfärgen kan variera, men är vanligtvis ljusbrun till gråbrun, med svarta strimmor på kroppen och svarta band på framben och svans. Djurets fläckiga mönster fungerar som kamouflage. De spetsiga öronen har korta svarta tofsar. Rödlons ansikte verkar brett på grund av tofsarna av förlängt hår som finns under öronen. Pälsen är spröd, men ganska lång och tjock. Nosen är rödrosa och den har grå, gulröd eller brunröd grundfärg i ansiktet, på sidorna och på ryggen. Rödlon har vanligtvis gulvita läppar, haka och underdelar. Individerna i de sydvästra ökenområdena har den ljusaste pälsen, medan de i norra skogsområdena har den mörkaste. Ungarna föds med fläckig päls. Ett fåtal melanistiska individer har observerats och infångats i Florida. Dessa är till största delen helt svarta, men med urskiljbart fläckmönster.Rödlons iris är gul och den har svarta pupiller. Pupillerna är förlängda vertikalt och vidgas när den är nattaktiv för att maximera ljusreceptionen.
En fullvuxen hanrödlo är 70–120 cm lång, med ett genomsnitt på cirka 90 cm, detta innefattar även den korta, 10–18 cm långa, svansen. Ett vuxet djurs mankhöjd är cirka 36–38 cm från axlarna. Vuxna hanar väger oftast mellan 7 och 14 kg, och honorna har en genomsnittsvikt på 9 kg. Rödlon är muskulöst byggd och bakbenen är längre än frambenen, vilket ger den en hoppande gång. En nyfödd unge väger mellan 280 och 340 gram och är cirka 25 cm lång. Vid ett års ålder har vikten ökat till cirka 4,5 kg.

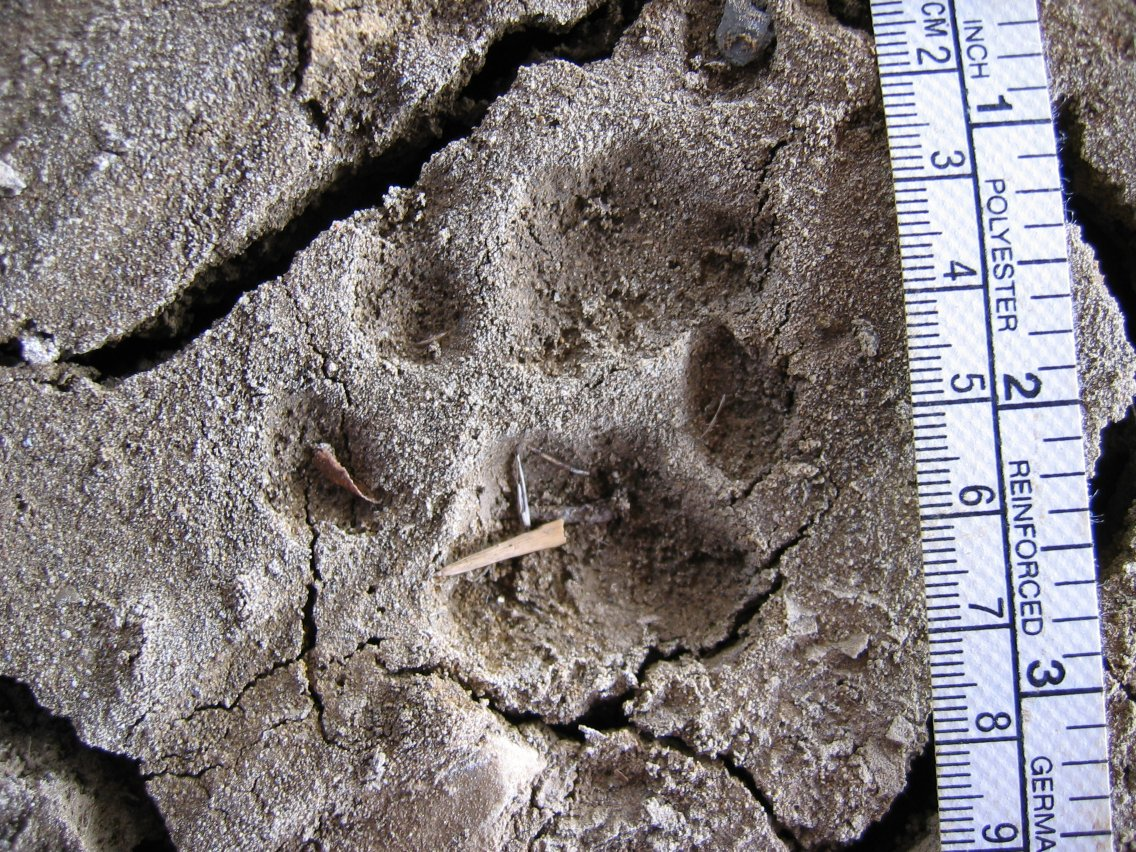
Rödlospår i lera. Lägg märke till bakbenets spår (högst upp) som delvis täcker det främre fotspåret (mitten).

Populationen som lever i norr, och de som lever i öppna habitat är i genomsnitt större till storleken. En morfologisk studie som jämförde storlekar på rödlo i östra USA fann en avvikelse beträffande platserna för den största hanen och den största honan, vilket antyder skilda urvalsrestriktioner hos de båda könen.

### Spår
Rödlons spår visar fyra tår utan klomärken, vilket beror på att deras klor är indragna. Spåren kan variera i storlek, oftast mellan 2 och 8 cm, med ett genomsnitt på 4,6 cm (som kan ses på bilden till vänster). Då den går, eller lunkar är avståndet mellan spåren cirka 20 och 46 cm. Rödlon kan ta mycket stor kliv när den springer, ofta mellan 1 och 3 meter.
Som alla kattdjur tangerar ofta de bakre benens fotspår de främre (syns inte på bilden). Rödlons spår kan skiljas från vild- och huskatt på storleken, cirka 13 cm² mot 10 cm².

## Ekologi

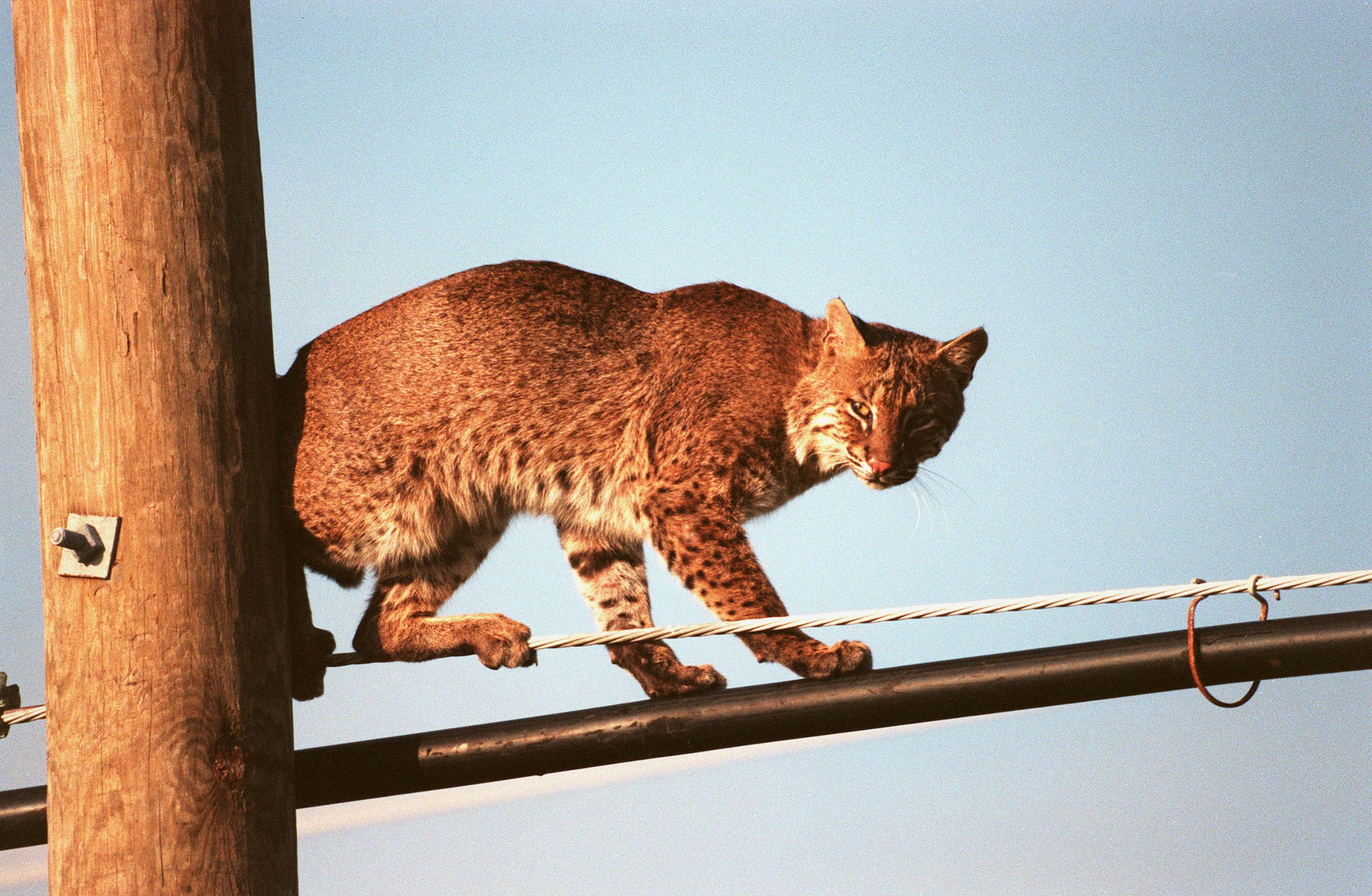
En rödlo i storstadsmiljö. Artens utbredning verkar inte påverkas av människan, så länge den fortfarande kan hitta en lämplig bomiljö.

Rödlo har skarp hörsel och syn och ett bra luktsinne. Den är en skicklig klättrare och kan simma om den behöver, även om den normalt försöker undvika vatten.

### Habitat
Rödlon är vad gäller habitat ett anpassningsbart djur. Den föredrar skogsområden, både löv- och barrskog, men till skillnad från övriga arter i lodjurssläktet är den inte helt beroende av djupa skogar. Rödlon förekommer från träsk- till bergsområden. Den kan leva i närheten av jordbruksområden, om det finns tillgång till klippor, träsk eller skog. Populationsfaktor är främst tillgången på byte, men andra viktiga faktorer när det gäller att välja boplats är bland annat tillgång på skydd vid dåligt väder, möjlighet till vilo- och grytplatser, tätt skydd för jakt och flykt och att det är störningsfritt.
Rödlons utbredning verkar inte begränsas av människan så länge det fortfarande finns lämpliga boplatser. Endast stora, tätt odlade marker är olämpliga för arten. Djuret kan dyka upp i trädgårdar i förorter där människan förekommer i rödlons naturliga miljöer.

### Social struktur och revir

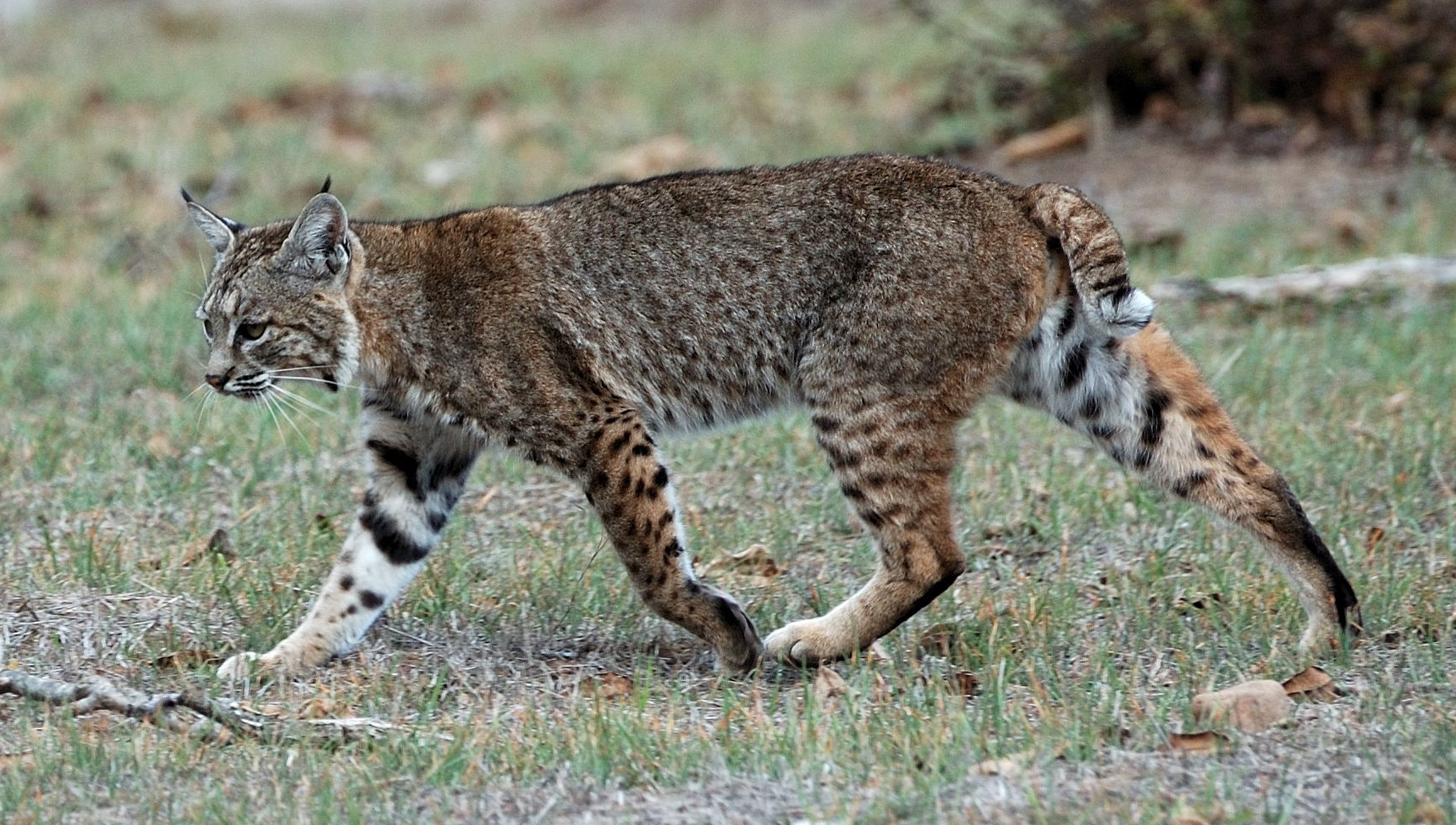
En rödlo på Calero Creek Trail

Rödlons aktivitet är begränsat till väl utmärkta territorier, vilka kan variera i storlek beroende på kön och tillgången till byte. Reviret märks upp med avföring, urindoft och genom att markera större träd i området med klösmärken. Inom sitt revir har rödlon vanligtvis ett flertal boplatser: vanligtvis en huvudboplats och ett flertal mindre boplatser i de yttre delarna av reviret som exempelvis ihåliga stockar, trädhögar, buskage eller under utskjutande stenkanter. På boplatserna luktar det starkt av rödlo.
Storleken hos rödlons revir varierar kraftigt; en sammanställning av forskningsresultat från World Conservation Union (IUCN) visade att reviren kunde variera från allt mellan 0,6 och 326 km². En studie i Kansas fann att bofasta hanar hade uppskattningsvis 20 km² revir och att honorna hade knappt halva den arean. Icke-bofasta rödloar hade både ett större (cirka 57 km²) och mindre väldefinierat revir än de bofasta. Lodjursungarna hade de minsta reviren på cirka 7 km². Forskning har visat att spridning från födelsereviret är mer utpräglat hos hanar.
Rapporter om säsongsmässiga variationer i revirstorlek har varit tvetydiga. En studie fann stora skillnader i hanarnas revirstorlek, från 41 km² på sommaren upp till 100 km² på vintern. En annan fann att honor, särskilt de som var fortplantningsmässigt aktiva, vidgade sina revir under vintern, men att hanar bara bytte sitt revir utan att utvidga det, vilket överensstämmande med ett flertal tidigare studier Annan forskning i amerikanska delstater har visat liten eller ingen säsongsmässig skillnad.
Likt de flesta kattdjur lever rödlon till stor del ensam, även om reviren kan överlappa varann. Något som dock är ovanligt för katter är att hanen är mer tolerant för överlappning, medan honor sällan korsar andras revir. På grund av deras lilla storlek kan två eller fler honor ha sina revir inom en hanes hemrevir. Då flera hanars revir överlappar varandra skapas oftast en hierarki som resulterar i att tillfälliga rödloar utesluts från de favoriserade områdena.

### Jakt och föda

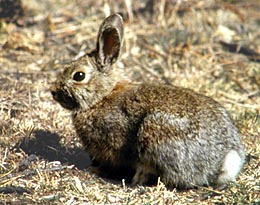
Snöskoharen är ett huvudsakligt byte för rödlon. Kaniner, harar och gnagare utgör rödlons huvudsakliga föda.

Rödlon kan leva under långa perioder utan mat, men äter mycket och ofta då det finns gott om byte. Under magra perioder, jagar den vanligtvis större byten som den kan komma tillbaka och äta på vid ett senare tillfälle. Rödlon jagar genom att spåra och förfölja sitt byte för sedan överfalla det med en kort jakt eller genom direkt anfall. Den föredrar däggdjur mellan 0,7 och 5,7 kg. Det huvudsakliga bytet varierar beroende på vilket område den lever i. I östra USA är det bomullssvanskaniner och i norra snöskoharar. Då dessa båda arter finns i samma område, som i New England, är de rödlons huvudsakliga föda. Rödlon är ett opportunistiskt rovdjur som, till skillnad från det mer specialiserade kanadensiska lodjuret, villigt ändrar sina bytesval. Forskning har visat att variationen i föda överensstämmer med antalet individer av rödlons huvudsakliga byte; mängden av det huvudsakliga bytet är därför avgörande för valet av föda.
Rödlon jagar djur av många olika storlekar och anpassar sin jaktteknik till det djur den jagar. Då den jagar smådjur som exempelvis gnagare, ekorrar, fisk och insekter, jagar den i områden med gott om byte. Den ligger stilla, kryper eller står stilla och väntar på att offren ska komma nära, den anfaller sedan, tar tag i sitt byte med sina vassa, indragbara klor. För något större djur som till exempel kaniner och harar, förföljer den djuret tills den kommer inom 6-10 meter från det innan den rusar fram och anfaller. Mindre vanligt äter den även större djur som rävar, minkar, skunkar och mindre hundar och huskatter. Det händer även att de jagar boskap och fjäderfän. Även om större boskap som nötkreatur och häst inte attackeras, så utgör rödlon ett hot mot mindre arter som får och getter. Enligt National Agricultural Statistics Service dödade rödlon 11 100 får 2004, vilket utgör 4,9 % av det totala antal får som dog av rovdjur det året. Emellertid kan denna siffra vara något missledande, då rödlon även är en asätare som äter på återstoden av vad andra djur har dödat.
Det har hänt att rödlon har dödat hjortdjur, särskilt under vintern då mindre byte är mindre vanligt, eller då hjortpopulationerna blir större. En studie i Everglades visade att en stor majoritet av de dödade hjortarna (33 av 39) var kid, men att rödlon även kunde fälla djur upp till åtta gånger dess vikt. Den spårar hjorten, ofta då den ligger ned och rusar sedan fram och biter tag i nacken innan den biter av halsen, undersidan av huvudet och bröstet. Vid de fåtal tillfällen som rödlon dödar hjortdjur, äter den sig mätt och begraver sedan kadavret under snö eller löv för att senare komma tillbaka vid ett flertal tillfällen för att äta.
Rödlons föda är samma som hos andra mellanstora rovdjur i samma ekologiska nisch. Forskning i Maine har dock inte påvisat konkurrens mellan rödlon och prärievargen eller rödräven bland de övervakade djuren. Med det kanadensiska lodjuret syns dock hur de båda arterna påverkar varandras utbredningsmönster: konkurrens från rödlon antas ha hindrat vidare distribution av dess kattkusin.

### Förökning och livscykel

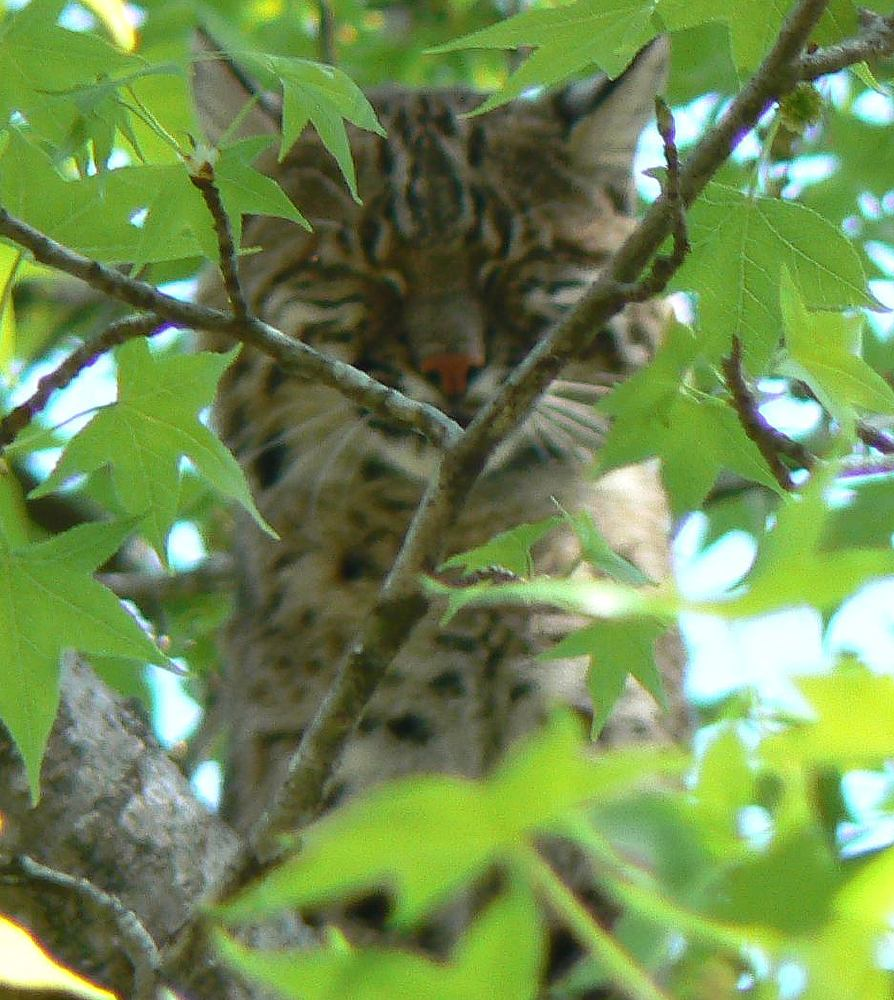
En rödlo i fångenskap som vilar i ett ambraträd.

Rödloar lever vanligtvis mellan 6 och 8 år, endast ett fåtal blir över tio år. Det äldsta kända individerna är 16 år i vilt tillstånd och 32 år i fångenskap.
De börjar vanligtvis para sig under sin andra sommar, även om honor kan börja så tidigt som sitt första år. Spermaproduktionen börjar varje år i september eller oktober och hanarna är fertila fram till sommaren. En dominant hane reser runt med en hona och parar sig med henne vid ett flertal tillfällen, vanligtvis från vintern fram till tidig vår; detta varierar något beroende på vilken plats de vistas, men den största delen av parningen äger rum i februari-mars. Paret kan ha en rad olika beteenden, bland annat jucka, jaga och ligga i bakhåll. Andra hanar kan besöka, men involveras inte i leken. Då hanen upptäcker att honan är mottaglig, håller han fast henne med ett kattypiskt nackgrepp och parar sig med henne. Honan kan sedan gå vidare och para sig med flera hanar och hanarna brukar vanligtvis para sig med ett flertal honor. Under samlag kan den, annars relativt tysta rödlon, ge ifrån sig höga skrik, väsningar eller andra ljud. Forskning i Texas har antytt att det är nödvändigt för rödlon att ha ett revir för parningen; de studerade djuren utan revir saknade identifierad avkomma. Honans brunstcykel varar i 44 dagar, och brunstigheten varar i fem till tio dagar. Rödloar är fertila livet ut.
Honan föder upp ungarna ensam. En till sex, men vanligtvis två till fyra, kattungar föds i april eller maj, efter cirka 60-70 dagars dräktighet. Det förekommer även att det föds en andra kull i slutet av september. Honan föder vanligtvis i någon typ av förslutet utrymme, vanligtvis i en liten grotta eller en ihålig stam. Ungarna öppnar sina ögon efter nio till tio dagar. De börjar utforska omgivningen efter fyra veckor och avvänjs från modersmjölken efter cirka två månader. Inom tre till fem månader börjar de förflytta sig med sin mor. De jagar självständigt under hösten på sitt första år och lämnar vanligtvis sin mor efter detta. I Michigan har det emellertid observerats ungar som stannar hos sin mor så länge som fram till nästa vår.

### Predation och sjukdomar
Den vuxna rödlon jagas av få rovdjur förutom människan, även om den kan dödas i konflikter inom arten. Pumor och vargar dödar ibland vuxna rödloar, ett beteende som vid ett flertal tillfällen observerats i Yellowstone nationalpark. Loungarna kan dödas av ett flertal rovdjur som ugglor, örn, prärievargar, rävar och även vuxna hanlodjur; då det finns ont om byte är sannolikheten för att ungarna överlever till vuxen ålder mindre.
Sjukdomar, olyckor, jägare, bilar och svält är andra vanliga dödsorsaker. Ungloar påvisar hög dödlighet strax efter att de lämnat sin mödrar, medan de fortfarande finslipar sina jakttekniker. En studie på 15 rödloar visade en årlig överlevnadsgrad för båda könen på 0,62, något som även stöddes av tidigare forskning som visat siffror mellan 0,56 och 0,67. Det har även rapporterats om ett visst mått av kannibalism då tillgången på byte är liten, men detta är väldigt ovanligt och påverkar inte populationerna nämnvärt.
Rödlon kan vara infekterad av utvändiga parasiter, mest fästingar och loppor, och får vanligtvis dessa från sina byten, särskilt från kaniner och ekorrar. Invändiga parasiter (endoparasiter) är särskilt vanliga hos lodjuret. En studie fann en genomsnittlig infektionsnivå på 52 % från Toxoplasma gondii, men detta varierade mycket beroende på området. En viss parasit, Lynxacarus morlani, har idag enbart hittats hos rödlon. Det är fortfarande oklart hur stor roll parasiter och sjukdomar spelar vad gäller dödligheten hos rödlon, men de kan spela en större roll än svält, olyckor och jakt. Om den skulle jagas av en hund, brukar den vanligtvis klättra upp i ett träd.

## Rödlon och människan

### Status och hot

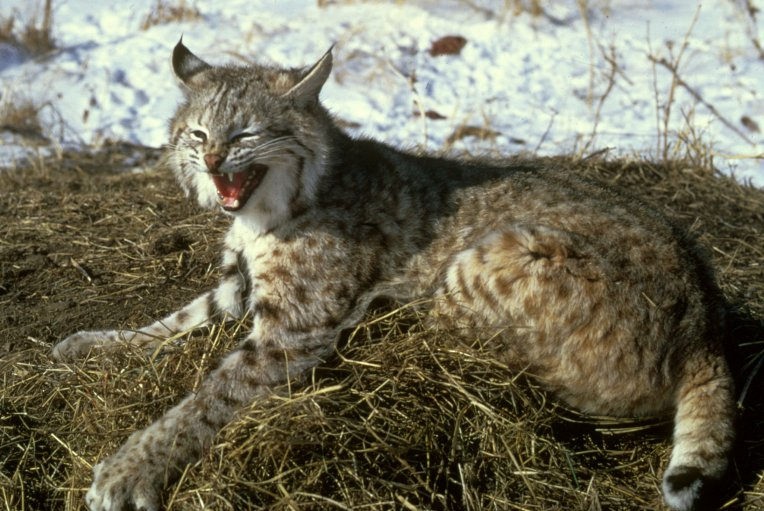
Rödlopopulationen har sett nedgångar i den amerikanska mellanvästern, men är generellt sett relativt stabil.

Rödlon listas i Appendix II av Convention on International Trade in Endangered Species of Wild Fauna and Flora (CITES), vilket innebär att arten inte betraktas som utrotningshotad, men att jakt och byteshandel noggrant måste övervakas. Djuret är vanligt i alla de tre länder där den förekommer och den återfinns i ett stort antal amerikanska naturreservat. Uppskattningar från den amerikanska naturskyddsmyndigheten säger att antalet rödloar i USA 1988 var mellan 700 000 och 1 500 000, med en uppåtgående trend både vad det gällde antal som utbredning. På grund av detta har USA föreslagit CITES att rödlon stryks från Appendix II. Populationerna i Kanada och Mexiko är än i dag stabila och friska. IUCN listar arten som "livskraftig", och noterar dess spridning och stora antal, men att informationen från södra Mexiko är dålig.
Idag betraktas arten som utrotningshotad i Ohio och Indiana. Rödlon har dock strukits från både Illinois (1999) och Iowas (2003) listor över hotade arter. I Pennsylvania tilläts återigen begränsad jakt och fångande, detta efter att ha varit helt förbjudet mellan 1970 och 1999. Rödlon märkte även av viss nedgång i population i New Jersey vid sekelskiftet till 1900-talet, huvudsakligen på grund av kommersiell utveckling och framsteg inom jordbruket vilket skadade rödlons boplatser. 1972 gavs rödlon fullt skydd av lagen, och listades av U.S. Fish and Wildlife Service, men togs återigen bort från listan 2005.
Rödlon har länge uppskattats både för sin päls och för jakt, men trots att människan under lång tid fångat och jagat arten så har den vidhållit en hög population, även i södra USA där det sker omfattande jakt. Indirekt är ungarna de mest sårbara för jakt då de under sina första månader är beroende av en vuxen hona. Under 1970-talet och 1980-talet steg priset på rödlopäls markant vilket ökade intresset för jakt, men i början av 1990-talet sjönk priserna kraftigt. Vanlig jakt pågår än idag, och hälften av dödligheten i vissa populationer tillskrivs jakt. Som en konsekvens av detta stiger antalet dödsfall bland rödloar under vintern då jaktsäsongen vanligtvis öppnar.

### Mytologi
I de amerikanska indianernas mytologi binds rödlon ofta samman med den mytologiska prärievargen med ett tema av dualitet. Lodjuret och prärievargen representerar vinden respektive dimman; två motsatta element i indianernas folklore. Denna grundläggande historia, i många varianter, återfinns i den nordamerikanska ursprungsbefolkningens kulturer, och till viss del även i Sydamerika, men de skiljer sig vad beträffar berättandet. I en version, som exempelvis berättades av Nez Perceindianernas folklore, framställs lodjuret och prärievargen som motsatta, antitetiska varelser. Å andra sidan finns det andra versioner där de framställs som likvärdiga och jämställda. Claude Lévi-Strauss menar att det tidigare konceptet, det om att djuren är tvillingar som representerar motsatser, är ett tema som ärvts in i Nya världens mytologier, men att de inte är jämnt balanserade figurer, vilket representerar en dualitet med öppet slut istället för den symmetriska dualitet som råder i den Gamla världens kulturer. Det senare av koncepten är enligt Lévi-Strauss ett resultat av regelbunden kontakt mellan européer och inhemska kulturer. Dessutom har den version som återspeglas i Nez Perces historia mycket större komplexitet, medan den jämställda versionen verkar ha förlorat berättelsens ursprungliga betydelse.
I en shawneeberättelse luras rödlon av en hare, vilket ger djuret dess fläckar. Efter att ha jagat upp haren i ett träd övertalas rödlon att bygga en eld, vilket leder till att glöd sprids över dess päls och lämnar kvar mörkbruna märken. Mohaveindianerna trodde att om man regelbundet drömde om varelser eller föremål så skulle man få deras karaktärsdrag som övernaturliga krafter. Om man då drömde om två gudomliga varelser, puman och lodjuret, trodde de att detta skulle leda till överlägsna jaktfärdigheter gentemot andra stammar. Europeiska nybyggare som anlände till Amerika beundrade även kattdjuret, både för dess vildsinthet och elegans, och i USA är detta framträdande i den nationella folkloren.